# Saison 2022-2023 de la LHJMQ
Saison précédente Saison suivante
La saison 2022-2023 est la 54e saison de hockey sur glace de la Ligue de hockey junior majeur du Québec. La saison régulière voit 18 équipes jouer 68 matchs chacune. La saison régulière débute le 22 septembre 2022 et se termine le 25 mars 2023. Les séries éliminatoires débutent le 31 mars et se terminent le 21 mai 2023. 

## Contexte
Cette saison, deux matchs intraligues ont eu lieu entre les Olympiques de Gatineau et les 67 d'Ottawa de la LHO.
Le 5 mars 2023, le commissaire de la LHJMQ, Gilles Courteau, démissionne et est remplacé par Martin Lavallée comme commissaire par intérim.
Après deux saisons d'absence, les trophées Jean-Sawyer, de la meilleure direction marketing, et John-Horman, de l'administrateur de l'année, sont à nouveau décernés.

## Saison régulière

### Classement
Les divisions Ouest et Centre forment l'association Ouest et les divisions Est et Maritimes l'association Est.
| Clt | Équipe                          | Division | PJ | V  | D  | DP | DF | BP  | BC  | Pts |
| --- | ------------------------------- | -------- | -- | -- | -- | -- | -- | --- | --- | --- |
| 3   | Phœnix de Sherbrooke            | Centre   | 68 | 50 | 13 | 3  | 2  | 317 | 172 | 105 |
| 4   | Olympiques de Gatineau          | Ouest    | 68 | 49 | 12 | 5  | 2  | 304 | 197 | 105 |
| 5   | Tigres de Victoriaville         | Centre   | 68 | 40 | 20 | 2  | 6  | 244 | 190 | 88  |
| 6   | Huskies de Rouyn-Noranda        | Ouest    | 68 | 37 | 24 | 4  | 3  | 240 | 227 | 81  |
| 12  | Cataractes de Shawinigan        | Centre   | 68 | 29 | 34 | 2  | 3  | 209 | 236 | 63  |
| 13  | Voltigeurs de Drummondville     | Centre   | 68 | 29 | 34 | 4  | 1  | 205 | 251 | 63  |
| 16  | Armada de Blainville-Boisbriand | Ouest    | 68 | 22 | 37 | 6  | 3  | 206 | 261 | 53  |
| 17  | Foreurs de Val-d'Or             | Ouest    | 68 | 24 | 40 | 2  | 2  | 223 | 301 | 52  |

- En gras : champion de division
- En italique : qualifié pour les séries éliminatoires

| Clt | Équipe                     | Division  | PJ | V  | D  | DP | DF | BP  | BC  | Pts |
| --- | -------------------------- | --------- | -- | -- | -- | -- | -- | --- | --- | --- |
| 1   | Remparts de Québec         | Est       | 68 | 53 | 12 | 1  | 2  | 286 | 160 | 109 |
| 2   | Mooseheads d'Halifax       | Maritimes | 68 | 50 | 11 | 4  | 3  | 335 | 196 | 107 |
| 7   | Wildcats de Moncton        | Maritimes | 68 | 35 | 29 | 2  | 2  | 255 | 249 | 74  |
| 8   | Saguenéens de Chicoutimi   | Est       | 68 | 33 | 21 | 3  | 1  | 234 | 281 | 70  |
| 9   | Océanic de Rimouski        | Est       | 68 | 32 | 31 | 3  | 2  | 213 | 216 | 69  |
| 10  | Drakkar de Baie-Comeau     | Est       | 68 | 30 | 32 | 4  | 2  | 205 | 244 | 66  |
| 11  | Eagles du Cap-Breton       | Maritimes | 68 | 30 | 34 | 3  | 1  | 224 | 275 | 64  |
| 14  | Islanders de Charlottetown | Maritimes | 68 | 26 | 33 | 6  | 3  | 189 | 267 | 61  |
| 15  | Sea Dogs de Saint-Jean     | Maritimes | 68 | 24 | 38 | 5  | 1  | 233 | 318 | 54  |
| 18  | Titan d'Acadie-Bathurst    | Maritimes | 68 | 20 | 40 | 5  | 1  | 203 | 278 | 48  |

- En gras et en italique : champion de la saison régulière
- En gras : champion de division
- En italique : qualifié pour les séries éliminatoires

## Séries éliminatoires
Le trophée Gilles-Courteau est remis à la meilleure équipe de la Ligue de hockey junior majeur du Québec. Seize équipes participent aux séries éliminatoires.
Les séries sont jouées au meilleur des sept matchs et sont organisées en fonction du classement général de la saison régulière. L'avantage de la glace est également déterminée par ce classement :
- Les 16 meilleures équipes sont qualifiées.
- Si moins de huit équipes sont qualifiées dans une association, la ou les dernières équipes de l'autre association y sont incorporées.
- Dans chaque association, les deux premières équipes sont les vainqueurs de division ; les six autres équipes sont ensuite classée selon leur nombre de points.

Au premier et au deuxième tour, les équipes s'affrontent dans leur association en fonction de leur classement.  
- Au premier tour, la meilleure équipe rencontre la moins bien classées, la deuxième joue contre l'avant-dernière, la troisième contre la sixième et la quatrième contre la cinquième.
- Au deuxième tour, la meilleure affronte la moins bien classée, les deux suivantes se rencontrent.

Au troisième tour, les associations ne sont plus prises en compte et les quatre équipes se rencontrent en fonction du classement. La finale oppose les deux vainqueurs. 
|  | Huitièmes de finale    | Huitièmes de finale             | Huitièmes de finale   | Huitièmes de finale         |    |                        | Quarts de finale  | Quarts de finale  | Quarts de finale  | Quarts de finale  |  |  | Demi-finales         | Demi-finales         | Demi-finales         | Demi-finales         |  |  | Finale          | Finale          | Finale          | Finale          |
|  |                        |                                 |                       |                             |    |                        |                   |                   |                   |                   |  |  |                      |                      |                      |                      |  |  |                 |                 |                 |                 |
|  | du 31 mars au 5 avril  | du 31 mars au 5 avril           | du 31 mars au 5 avril | du 31 mars au 5 avril       |    |                        | du 14 au 19 avril | du 14 au 19 avril | du 14 au 19 avril | du 14 au 19 avril |  |  | du 28 avril au 3 mai | du 28 avril au 3 mai | du 28 avril au 3 mai | du 28 avril au 3 mai |  |  | du 12 au 21 mai | du 12 au 21 mai | du 12 au 21 mai | du 12 au 21 mai |
|  | E1                     | Remparts de Québec              | 4                     | 4                           |    |                        | du 14 au 19 avril | du 14 au 19 avril | du 14 au 19 avril | du 14 au 19 avril |  |  | du 28 avril au 3 mai | du 28 avril au 3 mai | du 28 avril au 3 mai | du 28 avril au 3 mai |  |  | du 12 au 21 mai | du 12 au 21 mai | du 12 au 21 mai | du 12 au 21 mai |
|  | E1                     | Remparts de Québec              | 4                     | 4                           |    |                        | du 14 au 19 avril | du 14 au 19 avril | du 14 au 19 avril | du 14 au 19 avril |  |  | du 28 avril au 3 mai | du 28 avril au 3 mai | du 28 avril au 3 mai | du 28 avril au 3 mai |  |  | du 12 au 21 mai | du 12 au 21 mai | du 12 au 21 mai | du 12 au 21 mai |
|  | E8                     | Islanders de Charlottetown      | 0                     | 0                           |    |                        | du 14 au 19 avril | du 14 au 19 avril | du 14 au 19 avril | du 14 au 19 avril |  |  | du 28 avril au 3 mai | du 28 avril au 3 mai | du 28 avril au 3 mai | du 28 avril au 3 mai |  |  | du 12 au 21 mai | du 12 au 21 mai | du 12 au 21 mai | du 12 au 21 mai |
|  | E8                     | Islanders de Charlottetown      | 0                     | 0                           | E1 | Remparts de Québec     | 4                 | 4                 |                   |                   |  |  | du 28 avril au 3 mai | du 28 avril au 3 mai | du 28 avril au 3 mai | du 28 avril au 3 mai |  |  | du 12 au 21 mai | du 12 au 21 mai | du 12 au 21 mai | du 12 au 21 mai |
|  | du 31 mars au 5 avril  |                                 |                       |                             | E1 | Remparts de Québec     | 4                 | 4                 |                   |                   |  |  | du 28 avril au 3 mai | du 28 avril au 3 mai | du 28 avril au 3 mai | du 28 avril au 3 mai |  |  | du 12 au 21 mai | du 12 au 21 mai | du 12 au 21 mai | du 12 au 21 mai |
|  |                        |                                 | E5                    | Océanic de Rimouski         | 0  | 0                      |                   |                   |                   |                   |  |  | du 28 avril au 3 mai | du 28 avril au 3 mai | du 28 avril au 3 mai | du 28 avril au 3 mai |  |  | du 12 au 21 mai | du 12 au 21 mai | du 12 au 21 mai | du 12 au 21 mai |
|  | E2                     | Mooseheads d'Halifax            | E5                    | Océanic de Rimouski         | 0  | 0                      | 4                 | 4                 |                   |                   |  |  | du 28 avril au 3 mai | du 28 avril au 3 mai | du 28 avril au 3 mai | du 28 avril au 3 mai |  |  | du 12 au 21 mai | du 12 au 21 mai | du 12 au 21 mai | du 12 au 21 mai |
|  | E2                     | Mooseheads d'Halifax            | du 14 au 23 avril     |                             |    |                        | 4                 | 4                 |                   |                   |  |  | du 28 avril au 3 mai | du 28 avril au 3 mai | du 28 avril au 3 mai | du 28 avril au 3 mai |  |  | du 12 au 21 mai | du 12 au 21 mai | du 12 au 21 mai | du 12 au 21 mai |
|  | E7                     | Eagles du Cap-Breton            | 0                     | 0                           |    |                        |                   |                   |                   |                   |  |  | du 28 avril au 3 mai | du 28 avril au 3 mai | du 28 avril au 3 mai | du 28 avril au 3 mai |  |  | du 12 au 21 mai | du 12 au 21 mai | du 12 au 21 mai | du 12 au 21 mai |
|  | E7                     | Eagles du Cap-Breton            | 0                     | 0                           | 1  | Remparts de Québec     | 4                 | 4                 |                   |                   |  |  |                      |                      |                      |                      |  |  | du 12 au 21 mai | du 12 au 21 mai | du 12 au 21 mai | du 12 au 21 mai |
|  | du 31 mars au 11 avril |                                 |                       |                             | 1  | Remparts de Québec     | 4                 | 4                 |                   |                   |  |  |                      |                      |                      |                      |  |  | du 12 au 21 mai | du 12 au 21 mai | du 12 au 21 mai | du 12 au 21 mai |
|  |                        |                                 | 4                     | Olympiques de Gatineau      | 0  | 0                      |                   |                   |                   |                   |  |  |                      |                      |                      |                      |  |  | du 12 au 21 mai | du 12 au 21 mai | du 12 au 21 mai | du 12 au 21 mai |
|  | E3                     | Wildcats de Moncton             | 4                     | Olympiques de Gatineau      | 0  | 0                      | 4                 | 4                 |                   |                   |  |  |                      |                      |                      |                      |  |  | du 12 au 21 mai | du 12 au 21 mai | du 12 au 21 mai | du 12 au 21 mai |
|  | E3                     | Wildcats de Moncton             | du 29 avril au 7 mai  |                             |    |                        | 4                 | 4                 |                   |                   |  |  |                      |                      |                      |                      |  |  | du 12 au 21 mai | du 12 au 21 mai | du 12 au 21 mai | du 12 au 21 mai |
|  | E6                     | Drakkar de Baie-Comeau          | 3                     | 3                           |    |                        |                   |                   |                   |                   |  |  |                      |                      |                      |                      |  |  | du 12 au 21 mai | du 12 au 21 mai | du 12 au 21 mai | du 12 au 21 mai |
|  | E6                     | Drakkar de Baie-Comeau          | 3                     | 3                           | E2 | Mooseheads d'Halifax   | 4                 | 4                 |                   |                   |  |  |                      |                      |                      |                      |  |  | du 12 au 21 mai | du 12 au 21 mai | du 12 au 21 mai | du 12 au 21 mai |
|  | du 31 mars au 7 avril  |                                 |                       |                             | E2 | Mooseheads d'Halifax   | 4                 | 4                 |                   |                   |  |  |                      |                      |                      |                      |  |  | du 12 au 21 mai | du 12 au 21 mai | du 12 au 21 mai | du 12 au 21 mai |
|  |                        |                                 | E3                    | Wildcats de Moncton         | 1  | 1                      |                   |                   |                   |                   |  |  |                      |                      |                      |                      |  |  | du 12 au 21 mai | du 12 au 21 mai | du 12 au 21 mai | du 12 au 21 mai |
|  | E4                     | Saguenéens de Chicoutimi        | E3                    | Wildcats de Moncton         | 1  | 1                      | 1                 | 1                 |                   |                   |  |  |                      |                      |                      |                      |  |  | du 12 au 21 mai | du 12 au 21 mai | du 12 au 21 mai | du 12 au 21 mai |
|  | E4                     | Saguenéens de Chicoutimi        | du 14 au 19 avril     |                             |    |                        | 1                 | 1                 |                   |                   |  |  |                      |                      |                      |                      |  |  | du 12 au 21 mai | du 12 au 21 mai | du 12 au 21 mai | du 12 au 21 mai |
|  | E5                     | Océanic de Rimouski             | 4                     | 4                           |    |                        |                   |                   |                   |                   |  |  |                      |                      |                      |                      |  |  | du 12 au 21 mai | du 12 au 21 mai | du 12 au 21 mai | du 12 au 21 mai |
|  | E5                     | Océanic de Rimouski             | 4                     | 4                           | 1  | Remparts de Québec     | 4                 | 4                 |                   |                   |  |  |                      |                      |                      |                      |  |  |                 |                 |                 |                 |
|  | du 31 mars au 5 avril  |                                 |                       |                             | 1  | Remparts de Québec     | 4                 | 4                 |                   |                   |  |  |                      |                      |                      |                      |  |  |                 |                 |                 |                 |
|  |                        |                                 | 2                     | Mooseheads d'Halifax        | 2  | 2                      |                   |                   |                   |                   |  |  |                      |                      |                      |                      |  |  |                 |                 |                 |                 |
|  | O1                     | Phœnix de Sherbrooke            | 2                     | Mooseheads d'Halifax        | 2  | 2                      | 4                 | 4                 |                   |                   |  |  |                      |                      |                      |                      |  |  |                 |                 |                 |                 |
|  | O1                     | Phœnix de Sherbrooke            |                       |                             |    |                        |                   | 4                 |                   |                   |  |  |                      |                      |                      |                      |  |  |                 |                 |                 |                 |
|  | O7                     | Armada de Blainville-Boisbriand | 0                     | 0                           |    |                        |                   |                   |                   |                   |  |  |                      |                      |                      |                      |  |  |                 |                 |                 |                 |
|  | O7                     | Armada de Blainville-Boisbriand | 0                     | 0                           | O1 | Phœnix de Sherbrooke   | 4                 | 4                 |                   |                   |  |  |                      |                      |                      |                      |  |  |                 |                 |                 |                 |
|  | du 31 mars au 7 avril  |                                 |                       |                             | O1 | Phœnix de Sherbrooke   | 4                 | 4                 |                   |                   |  |  |                      |                      |                      |                      |  |  |                 |                 |                 |                 |
|  |                        |                                 | O6                    | Voltigeurs de Drummondville | 0  | 0                      |                   |                   |                   |                   |  |  |                      |                      |                      |                      |  |  |                 |                 |                 |                 |
|  | O2                     | Olympiques de Gatineau          | O6                    | Voltigeurs de Drummondville | 0  | 0                      | 4                 | 4                 |                   |                   |  |  |                      |                      |                      |                      |  |  |                 |                 |                 |                 |
|  | O2                     | Olympiques de Gatineau          | du 14 au 19 avril     |                             |    |                        | 4                 | 4                 |                   |                   |  |  |                      |                      |                      |                      |  |  |                 |                 |                 |                 |
|  | E9                     | Sea Dogs de Saint-Jean          | 1                     | 1                           |    |                        |                   |                   |                   |                   |  |  |                      |                      |                      |                      |  |  |                 |                 |                 |                 |
|  | E9                     | Sea Dogs de Saint-Jean          | 1                     | 1                           | 2  | Mooseheads d'Halifax   | 4                 | 4                 |                   |                   |  |  |                      |                      |                      |                      |  |  |                 |                 |                 |                 |
|  | du 31 mars au 7 avril  |                                 |                       |                             | 2  | Mooseheads d'Halifax   | 4                 | 4                 |                   |                   |  |  |                      |                      |                      |                      |  |  |                 |                 |                 |                 |
|  |                        |                                 | 3                     | Phœnix de Sherbrooke        | 2  | 2                      |                   |                   |                   |                   |  |  |                      |                      |                      |                      |  |  |                 |                 |                 |                 |
|  | O3                     | Tigres de Victoriaville         | 3                     | Phœnix de Sherbrooke        | 2  | 2                      | 1                 | 1                 |                   |                   |  |  |                      |                      |                      |                      |  |  |                 |                 |                 |                 |
|  | O3                     | Tigres de Victoriaville         |                       |                             |    |                        |                   | 1                 |                   |                   |  |  |                      |                      |                      |                      |  |  |                 |                 |                 |                 |
|  | O6                     | Voltigeurs de Drummondville     | 4                     | 4                           |    |                        |                   |                   |                   |                   |  |  |                      |                      |                      |                      |  |  |                 |                 |                 |                 |
|  | O6                     | Voltigeurs de Drummondville     | 4                     | 4                           | O2 | Olympiques de Gatineau | 4                 | 4                 |                   |                   |  |  |                      |                      |                      |                      |  |  |                 |                 |                 |                 |
|  | du 31 mars au 7 avril  |                                 |                       |                             | O2 | Olympiques de Gatineau | 4                 | 4                 |                   |                   |  |  |                      |                      |                      |                      |  |  |                 |                 |                 |                 |
|  |                        |                                 | O4                    | Huskies de Rouyn-Noranda    | 0  | 0                      |                   |                   |                   |                   |  |  |                      |                      |                      |                      |  |  |                 |                 |                 |                 |
|  | O4                     | Huskies de Rouyn-Noranda        | O4                    | Huskies de Rouyn-Noranda    | 0  | 0                      | 4                 | 4                 |                   |                   |  |  |                      |                      |                      |                      |  |  |                 |                 |                 |                 |
|  | O4                     | Huskies de Rouyn-Noranda        |                       |                             |    |                        |                   | 4                 |                   |                   |  |  |                      |                      |                      |                      |  |  |                 |                 |                 |                 |
|  | O5                     | Cataractes de Shawinigan        | 1                     | 1                           |    |                        |                   |                   |                   |                   |  |  |                      |                      |                      |                      |  |  |                 |                 |                 |                 |
|  | O5                     | Cataractes de Shawinigan        | 1                     | 1                           |    |                        |                   |                   |                   |                   |  |  |                      |                      |                      |                      |  |  |                 |                 |                 |                 |
|  |                        |                                 |                       |                             |    |                        |                   |                   |                   |                   |  |  |                      |                      |                      |                      |  |  |                 |                 |                 |                 |

## Trophées
Cinq récompenses collectives et dix-neuf individuelles sont décernées.

### Récompenses collectives
- Trophée Gilles-Courteau (champions des séries éliminatoires) : Remparts de Québec
- Trophée Jean-Rougeau (champions de la saison régulière) : Remparts de Québec
- Trophée Robert-Lebel (meilleure moyenne de buts encaissés) : Remparts de Québec
- Trophée Luc-Robitaille (plus grand nombre de buts marqués) : Mooseheads d'Halifax
- Trophée Jean-Sawyer (meilleur marketing) : Remparts de Québec

### Récompenses individuelles
- Trophée Michel-Brière (meilleur joueur) : Jordan Dumais, Mooseheads d'Halifax
- Trophée Jean-Béliveau (meilleur pointeur) : Jordan Dumais, Mooseheads d'Halifax
- Trophée Guy-Lafleur (meilleur joueur des séries éliminatoires) : James Malatesta, Remparts de Québec
- Trophée Jacques-Plante (meilleure moyenne de buts encaissés) : William Rousseau, Remparts de Québec
- Trophée Émile-Bouchard (défenseur de l'année) : Tristan Luneau, Olympiques de Gatineau
- Trophée Michael-Bossy (meilleur espoir) : Ethan Gauthier, Phœnix de Sherbrooke
- Trophée Michel-Bergeron (recrue offensive de l'année) : Maxim Massé, Saguenéens de Chicoutimi
- Trophée Raymond-Lagacé (recrue défensive de l'année) : Jacob Steinman, Islanders de Charlottetown
- Recrue de l'année (meilleure recrue) : Maxim Massé, Saguenéens de Chicoutimi
- Trophée Frank-J.-Selke (joueur le plus gentilhomme) : Attilio Biasca, Mooseheads d'Halifax
- Trophée Marcel-Robert (meilleur étudiant) :  Julien Béland, Océanic de Rimouski
- Trophée Paul-Dumont (personnalité de l'année) : Joshua Roy, Phœnix de Sherbrooke
- Trophée John-Horman (administrateur de l'année) : Martin Paquet, Tigres de Victoriaville
- Trophée Ron-Lapointe (meilleur entraîneur) : Stéphane Julien, Phœnix de Sherbrooke
- Joueur humanitaire de l'année (plus grande implication dans la communauté) : Cam Squires, Eagles du Cap-Breton
- Trophée Kevin-Lowe (meilleur défenseur défensif) : Tyson Hinds, Phœnix de Sherbrooke
- Trophée Guy-Carbonneau (meilleur attaquant défensif) : Nathan Gaucher, Remparts de Québec
- Trophée Maurice-Filion (directeur général de l'année) : Stéphane Julien, Phœnix de Sherbrooke
- Trophée Denis-Arsenault (conseiller pédagogique de l'année) : Sarah Noseworthy, Wildcats de Moncton